# New romantic
New romantic (dále již jen české označení Novoromantismus) bylo módní hnutí, soustředěné především ve Velké Británii, přibližně během počátku 80. let. Termín vymyslel Richard James Burgess, člen skupiny Landscape a producent
Spandau Ballet.

## New romantic
Hlavními hudebními a stylistickými zastánci tohoto hnutí byli: Spandau Ballet, Visage, Japan, Ultravox, Landscape, Adam & The Ants, Culture Club, Human League a Duran Duran, především v období od poloviny roku 1979 do poloviny roku 1982. Jiní uvádějí také kapely: Simple Minds, A Flock of Seagulls, Kajagoogoo, Thompson Twins, Classic Nouveaux, Naked Eyes, ABC, OMD, atd.

### Původ
Žánr vznikl v takových klubech jako by například Billy's club na Dean Street v Londýně. Posléze vznikl velice úspěšný a elitářský Blitz Club na Great Queen street a později Hell, který hostil Steve Strange. Který byl také dveřníkem a Rusty Egan, který zde byl Dj a po mnoha stránkách definoval zvuk tohoto stylu. Boy George zde dělal šatnáře a byl Stevem Strangem posléze vyhozen pro krádeže peněženek zákazníků. Klub byl příčinou vzniku dalších asi sto klubů v Londýně a kolem něj, například Klub Croc v Rayleighu v Essenu a The Regenty v Chadwell heath, kde Depeche Mode a Culture Club měli svá první vystoupení jako začínající kapely.
Hnutí se rychle šířilo, až do Barbarrella klubu v Birminghamu, kde začali vznikat Duran Duran.

### Historie
Fenomén novoromantismu byl podobný Glam rocku, který existoval na počátku 70. let. Novoromantici (muži) byli často oblečeni v karikaturním oblečení, ať už ženském či androgynním. Nosili kosmetiku nové vlny, rozšiřující (nebo na ni odpovídající) punkovou módu, ozdobné košile podle stylu klasického anglického romantismu, apod. Zřejmým vlivem je bezpochyby David Bowie a jeho singl z roku 1980 „Fashion“, který se současně stal i jakousi hymnou Novoromantiků, jako byli Brian Eno a Roxy Music.
Nicméně, jako to dopadlo s mnoha uměleckými školami založenými mládežnickými hnutími, ačkoliv úspěšně vyčnívali mnohými stylově futuristickými nápady a vizemi (s množstvími různých odkazů na sci-fi) byli násilně zkomercionalizováni a mírnější verze byly reprodukovány pro vyšší třídu.
Byly velké rozdíly mezi glam rockem a novoromantismem. Rockovou elektrickou kytaru nahradila silná převaha syntezátorů, navrstvených náladovými melodiemi. Psaní a skládání hudby inklinovalo k citové romantice, bylo náladové a místy evokovalo odlesky klasického anglického romantického stylu.
Kulturní rozdíl Novoromantismu od původního Romantismu byla moderní technologie. Němečtí elektroničtí novátoři, jako Kraftwerk nebo Can, prošli mnohými hudebními vlivy, jako Americká urban dance music, rap, funk, R&B a další. Hlavní britské vlivy zahrnovaly futuristické zvuky, počítačové synthetizátory. Experimentátoři jako Landscape a Ultravox inteligentně předváděli inovační a experimentální zvuky. Strojovité rytmy uvedli v široké užívání tohoto hnutí, díky svým experimentům Richard James Burgess (Landscape), Warren Cann (Ultravox) a Rusty Egan (Visage).

### Cesta do Ameriky
Jim Fourat Danceteria v New Yorku si všiml narůstajícího hnutí v Londýně a byl první, kdo započal „druhou britskou invazi“. Spandau Ballet navštívili New York v roce 1981.
V polovině 80. let měl novoromantismus v Americe pevnou půdu pod nohama. Na západním pobřeží, v Kalifornii jste se mohli setkat s ořezaným označením „New Ro“, vyslovovaného „Newro“. Zde se stal novým trendem dospívající mládeže, kteří hledali alternativu surfování, „Mod“ stylu a na tvrdších zvucích kytar založené punkové scény.
Do Los Angeles se novoromantismus dostal a počátku 80. let, když zde Henry Peck a Joseph Brooks (původní vlastníci Vinyl Fetish) otevřeli The Veil klub, který provozovali od dubna 1981 až do srpna 1983. Vznikaly další kluby, včetně: the first Goth club in Los Angeles, the Fetish Club, atd.

### Konec?
V polovině 90. let byl Novoromantismus v Anglii oživen. Na počátku 21. století krátkotrvající Electroclash scéna znovuoživila mnoho stylistických prvků novoromantistického období a Fischerspooner a ostatní skupiny byly i chvíli populární. Říká se, že tato scéna otevřela cestu ke slávě třeba i kapele Scissor Sisters.

## Novoromantismus v Česku
Vzhledem k podmínkám v Československu sem novoromantismus pronikl se značným zpožděním až koncem 80. let.
Řadí se k němu třeba skupina Precedens a svými kořeny se k němu hlásí i skupina Lucie. Nejvýznamnějšími zastánci jsou ale slovenská skupina Monte Rosa a novoromantické skupiny Oceán a OK Band. Dále se také k tomuto stylu hlásí (či hlásily) kapely jako PHONETIX, Datwerk, Atlanta, The Passengers, The Forgotten Souls, Boy C'est, apod.